# 克雷斯蒂娜·奥斯特罗门茨卡
克雷斯蒂娜·奥斯特罗门茨卡-古伦（波蘭語：Krystyna Ostromęcka-Guryn，1948年3月12日—），波兰女子排球运动员。她曾代表波兰国家队参加1968年夏季奥林匹克运动会排球比赛，获得一枚铜牌。